# Сербијан боул XV
Сербијан боул XV (енгл. Serbian Bowl XV) је петнаесто издање финала Прве лиге Србије у америчком фудбалу. Одиграно је 7. јула 2019. године на стадиону Чика Дача у Крагујевцу. Састали су се домаћа екипа Вајлд борса и гостујући Вукови из Београда. Утакмица је завршена победом Вајлд борса резултатом 60:55, чиме је екипа из Крагујевца освојила девету укупно, а трећу узастопну титулу првака Србије у америчком фудбалу у својој историји.

## Ток меча
| Четвртина    | Клуб                   | Резултат | Информација                                                     |
| ------------ | ---------------------- | -------- | --------------------------------------------------------------- |
| 1. четвртина | Вукови Београд         | 0:6      | Џозеф Фергусон трчање 16 јарди, ТПЦ неуспешан                   |
| 1. четвртина | Вајлд борси Крагујевац | 7:6      | Ник Ласејн трчање 3 јарда, ПАТ Петар Гоић                       |
| 1. четвртина | Вајлд борси Крагујевац | 13:6     | Џејк Сисон трчање 70 јарди, ПАТ неуспешан                       |
| 1. четвртина | Вукови Београд         | 12:13    | Џозеф Фергусон трчање 80 јарди, ПАТ Жељко Стегњаја              |
| 1. четвртина | Вајлд борси Крагујевац | 19:13    | Ник Ласејн трчање 17 јарди, ПАТ неуспешан                       |
| 2. четвртина | Вајлд борси Крагујевац | 26:13    | Џејк Сисон пас за Стефана Ђурића 32 јарде, ПАТ Петар Гоић       |
| 2. четвртина | Вукови Београд         | 26:20    | Џозеф Фергусон 47 јарди, ПАТ Жељко Стегњаја                     |
| 2. четвртина | Вајлд борси Крагујевац | 33:20    | Џејк Сисон пас за Петра Гоића 52 јарде, ПАТ Петар Гоић          |
| 2. четвртина | Вајлд борси Крагујевац | 40:20    | Џејк Сисон пас за Милоша Петровића 48 јарди, ПАТ Петар Гоић     |
| 2. четвртина | Вукови Београд         | 40:27    | Ливај Плант пас за Милоша Колибара 17 јарди, ПАТ Жељко Стегњаја |
| 3. четвртина | Вајлд борси Крагујевац | 46:27    | Ник Ласејн трчање 2 јарда, ТПЦ неуспешан                        |
| 4. четвртина | Вукови Београд         | 46:34    | Ливај Плант пас 20 јарди за Николу Симовића, ПАТ Жељко Стегњаја |
| 4. четвртина | Вукови Београд         | 46:41    | Славољуб Дуковски трчање 7 јарди, ПАТ Жељко Стегњаја            |
| 4. четвртина | Вајлд борси Крагујевац | 53:41    | Ник Ласејн трчање 30 јарди, ПАТ Петар Гоић                      |
| 4. четвртина | Вукови Београд         | 53:48    | Ливај Плант трчање 54 јарде, ПАТ Жељко Стегњаја                 |
| 4. четвртина | Вајлд борси Крагујевац | 60:48    | Ник Ласејн трчање 55 јарди, ПАТ Петар Гоић                      |
| 4. четвртина | Вукови Београд         | 60:55    | Ливај Плант за Николу Симовића 35 јарди, ПАТ Жељко Стегњаја     |